# 3
3 — невисокосний рік, що почався в середу за григоріанським календарем.

## Події
- Луцій Елій Ламія та Марк Сервілій — консули Римської імперії, Публій Сілій та Луцій Волусій Сатурнін — консули-суфекти.

## Народились
- Бань Бяо (помер у 54) — державний діяч та історик часів династії Ранньої Хань, батько істориків Бань Гу і Бань Чжао та полководця і дипломата Бань Чао[1].
- Емілія Лепіда — римська матрона, праонучка Октавіана Августа.